# Cassubianos

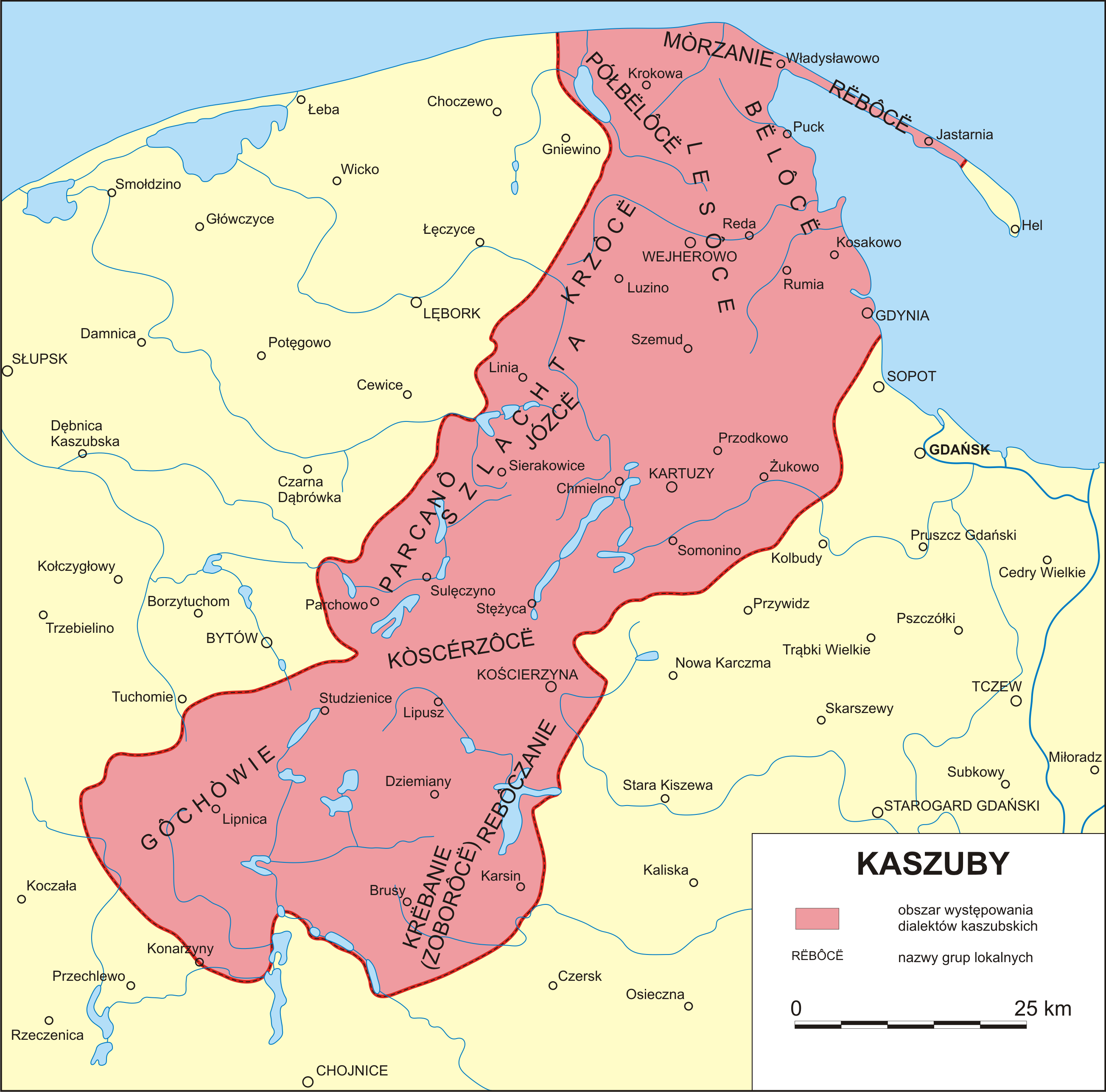
Território étnico cassubiano ao final do século XX

Os cassubianos, também chamados de cachubianos, cassúbios, cachubos ou cassubos (em cassubiano Kaszëbi) são um grupo étnico eslavo que vive atualmente no noroeste da Polônia.
São descendentes diretos de uma antiga tribo eslava de pomeranos, que adotaram esse nome do facto de estarem instalados na Pomerânia (do eslavo Pomor'e, "a terra ao longo do mar"). Acredita-se que os ancestrais dos cassubianos chegaram à região entre os rios Oder e Vístula há cerca de 1.500 anos. A mais antiga menção conhecida do nome data do século XIII (um selo do príncipe Barnim I da Pomerânia), quando eles governavam áreas em volta de Szczecin (em cassubiano Szczecëno).
Os pomeranianos vivem nos territórios do antigo Ducado da Pomerânia, entre eles os eslovincianos que foram quase completamente germanizados entre os séculos XIV e XX e perderam sua identidade étnica. Alguns destes que vivem na Pomerânia Oriental sobreviveram e se consideram cassubianos na moderna Polônia.
O número de cassubianos depende de fato das definições. Uma simples estimativa considera que cerca de 300.000 pessoas na Polônia são de etnia cassubiana. As estimativas mais extremas vão de 50000 a 500000 pessoas.
No censo polonês de 2002, apenas 5100 pessoas declararam nacionalidade cassubiana, embora 51.000 tenham declarado o casubiano como sua língua nativa. A maioria dos cassubianos preferem declarar nacionalidade polonesa e etnia cassubiana, considerando-se poloneses e cassubianos ao mesmo tempo. De qualquer forma, não havia para declarar nacionalidade e etnia diferentes ou mais que uma nacionalidade. Alguns afirmam que o censo foi deturpado e a muitas pessoas não foi permitido declarar sua nacionalidade cassubiana. No entanto, poucos desses casos foram confirmados.
A 'capital' cassubiana é Gdańsk (Gduńsk) na Pomerânia. Entre as maiores cidades, Gdynia (Gdiniô) é a que contém o maior percentual de pessoas de origens cassubianas. A principal ocupação dos cassubianos era a pesca no passado, sendo essa atividade hoje substituída principalmente pelo turismo.

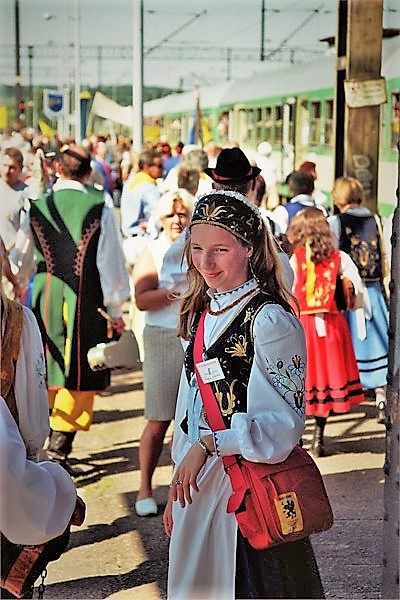

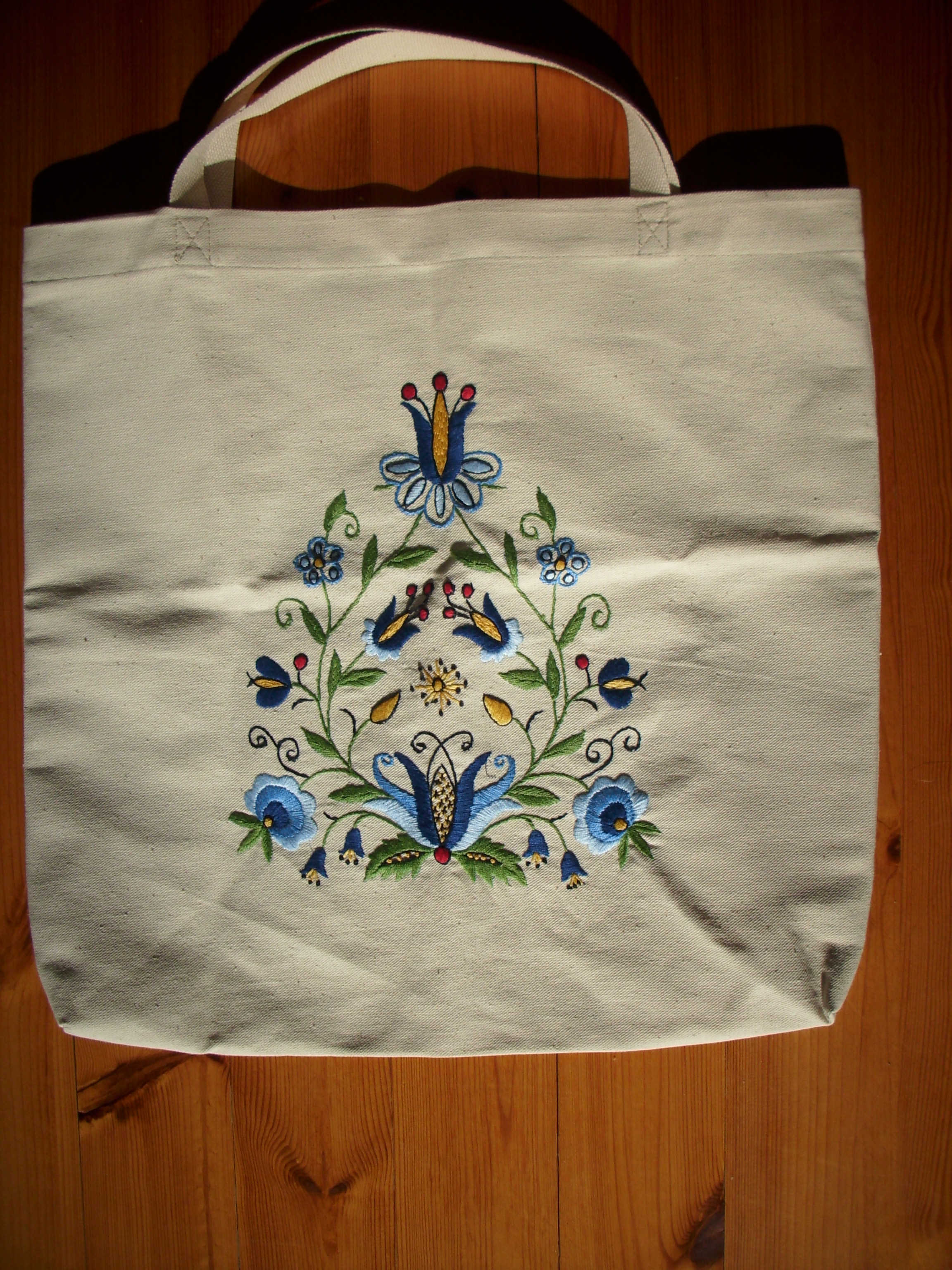

Atualmente cerca de 50.000 pessoas ainda falam o cassubiano, uma língua eslava ocidental pertencente ao grupo lequítico de línguas do norte da Polônia. Muitos lingüístas poloneses consideram o cassubiano um dialeto polonês. Em algumas cidades e vilas o cassubiano é a segunda língua depois do polonês. O cassubiano goza de proteção legal na Polônia como uma língua minoritária, e é usado em algumas placas e indicações nas ruas, sendo também ensinado nas escolas.
A principal organização que mantém a identidade cassubiana é a Associação Cassubiana-Pomeraniana. Um grupo jovem chamado Odroda é um forte apoio à renovação da cultura cassubiana.
Há outros grupos eslavos tradicionais que vivem na Pomerânia (Kociewiacy, Borowiacy, Krajniacy e outros). Os dialetos falados por esses grupos estão entre o cassubiano e os dialetos poloneses da Grande Polônia e da Mazóvia. É possível afirmar que eles não são apenas descendentes dos antigos pomeranianos  mas também colonizadores que chegaram à Pomerânia da Grande Polônia e da Mazóvia na Idade Média. Mesmo assim isto é apenas uma possível explicação.

## História

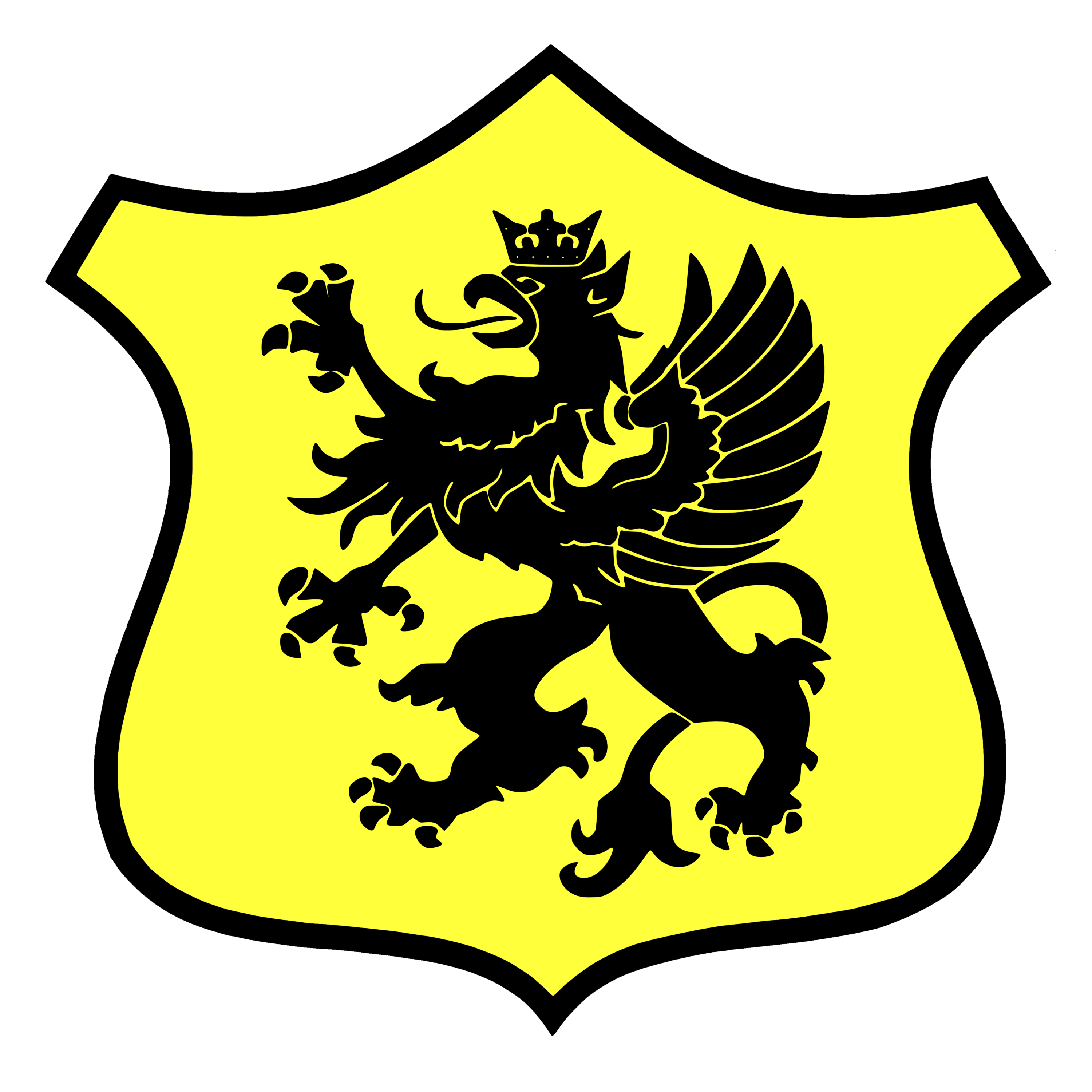
Brasão da Cassúbia

Bandeira da Cassúbia

Uma menção antiga dos cassubianos é do século XIII quando os duque da Pomerânia incluíam  
"duque da Cassúbia" em seus títulos. Do Tratado de Paz da Westifália em 1648, após a Guerra dos Trinta Anos, partes da Pomerânia Ocidental tornaram-se suecas, e os reis suecos intitularam-se a si mesmos "duques da Cassúbia" de 1648 a 1720.
O parlamento (Landtag) do Reino da Prússia em Königsberg em 1843 decidiu mudar a língua oficial da igreja do polonês para o alemão, mas essa decisão logo foi revogada, e, a partir de 1852, o cassubiano foi ensinado nas escolas secundárias de Wejherowo. Na década de 1830, várias centenas de cassubianos emigraram para o Canadá Superior e criaram um povoado chamado Wilno, no condado de Renfrew, Ontário, que ainda existe.
O mais antigo documento escrito em cassubiano é um catecismo luterano de 1643 (com novas edições em 1752 e 1828). O interesse científico na língua cassubiana foi iniciado por Mrongovius (publicações em 1823 e 1828) e pelo linguista russo Hilferding (1859, 1862), depois seguido por Biskupiski (1883, 1891), Bronisch (1896, 1898), Mikkola (1897), Nitsch (1903). Trabalhos importantes são os de Stefan Ramult, Słownik jezyka pomorskiego, czyli kaszubskiego, 1893, and F. Lorentz, Slovinzische Grammatik, 1903, Slovinzische Texte, 1905, and Slovinzisches Wörterbuch, 1908.
O primeiro ativista do movimento nacional cassubiano/pomeraniano foi Florian Ceynowa após 1846. Ele desenvolveu um alfabeto cassubiano, escreveu uma gramática cassubiana (1879), publicou uma coleção de histórias históricoetnográficas da vida dos cassubianos (Skórb kaszébsko-slovjnckjé mòvé, 1866-1868), além de escrever vários trabalhos menores. Outro escritor inicial em cassubiano foi Hieronim Derdowski. As etapas seguintes foram: o movimento jovem cassubiano liderado por Aleksander Majkowski e os autores publicaram o nacionalista Zrzësz Kaszëbskô (o então chamado grupo Zrzëszincë) que contribuiu significativamente para o desenvolvimento da língua literária cassubiana.